# ホパ
ホパ（トルコ語：Hopa；ジョージア語：ხოფა, khopa；ヘムシン語：Հոփա；ラズ語：Xopa）は、トルコ北東部、黒海地方アルトヴィン県にある都市および自治体の一つである。黒海沿岸、県都アルトヴィンから北西へ67km、ジョージアとの国境のサルプ（ジョージア側はサルピ）から南西18kmに位置する。

## 経済
地域経済は貿易、漁業、農業で成り立っており、農業の大部分は茶、ナッツ（特にヘーゼルナッツ）、キウイフルーツによる。2つの茶工場、精銅工場（Karadeniz Bakır İşletmeleri）、火力発電所、港湾、ホパ職業訓練学校（Hopa Meslek Yüksekokul）がある。サルプにあるソビエト連邦（当時）との間の国境ゲートが1988年8月31日に「国際道路輸送に関する協定」が締結されて、ホパの貿易と観光が活発になった。ホパ港は民間企業Hopa Limaniにより運営されており、国際貿易が行われている。

## 著名な出身者
- ムスタファ・トパロウル（1957年 - ） - 歌手
- キャーズム・コユンジュ（1971年 – 2005年） - ロックギタリスト・歌手
- トルガ・ゼンギン（1983年 - ） - サッカー選手
- アデム・ビュユク（1987年 - ） - サッカー選手

## 気候
この地域は寒暖の差が少なく、年中豊かな降水量のある穏やかな気候を特徴とする。
ケッペンの気候区分ではCfb（西岸海洋性気候）となる。
| ホパの気候             | ホパの気候 | ホパの気候 | ホパの気候 | ホパの気候 | ホパの気候 | ホパの気候 | ホパの気候 | ホパの気候 | ホパの気候 | ホパの気候 | ホパの気候 | ホパの気候 | ホパの気候  |
| 月                     | 1月        | 2月        | 3月        | 4月        | 5月        | 6月        | 7月        | 8月        | 9月        | 10月       | 11月       | 12月       | 年          |
| ---------------------- | ---------- | ---------- | ---------- | ---------- | ---------- | ---------- | ---------- | ---------- | ---------- | ---------- | ---------- | ---------- | ----------- |
| 平均最高気温 °C （°F） | 11 (51)    | 12 (53)    | 13 (55)    | 16 (60)    | 19 (66)    | 24 (75)    | 25 (77)    | 26 (78)    | 24 (75)    | 20 (68)    | 17 (62)    | 13 (55)    | 18.3 (64.6) |
| 平均最低気温 °C （°F） | 4 (39)     | 4 (39)     | 4 (39)     | 8 (46)     | 11 (51)    | 15 (59)    | 18 (64)    | 18 (64)    | 15 (59)    | 11 (51)    | 8 (46)     | 6 (42)     | 10.2 (49.9) |
| 降水量 mm （inch）     | 208 (8.2)  | 150 (5.9)  | 135 (5.3)  | 104 (4.1)  | 91 (3.6)   | 157 (6.2)  | 145 (5.7)  | 191 (7.5)  | 241 (9.5)  | 297 (11.7) | 244 (9.6)  | 246 (9.7)  | 2,209 (87)  |
| 出典：Weatherbase      |            |            |            |            |            |            |            |            |            |            |            |            |             |